# Валявська сільська рада (Кіцманський район)
Ва́лявська сільська́ ра́да — адміністративно-територіальна одиниця та орган місцевого самоврядування в Кіцманському районі Чернівецької області. Адміністративний центр — село Валява.

## Загальні відомості
- Населення ради: 1 521 особа (станом на 2001 рік)

## Населені пункти
Сільській раді були підпорядковані населені пункти:
- с. Валява

## Склад ради
Рада складалася з 16 депутатів та голови.
- Голова ради: Стасюк Андрій Васильович
- Секретар ради: Лисак Яна Степанівна

### Керівний склад попередніх скликань
| Прізвище, ім'я, по батькові  | Основні відомості                                                                     | Дата обрання | Дата звільнення |
| ---------------------------- | ------------------------------------------------------------------------------------- | ------------ | --------------- |
| Білокрилий Василь Васильович | Сільський голова, 1956 року народження, член Всеукраїнського об'єднання «Батьківщина» | 26.03.2006   | 31.10.2010      |
| Стасюк Андрій Васильович     | Сільський голова, 1970 року народження, освіта вища, безпартійний                     | 31.10.2010   |                 |

Примітка: таблиця складена за даними сайту Верховної Ради України

### Депутати
За результатами місцевих виборів 2010 року депутатами ради стали:

#### За суб'єктами висування
| Суб'єкт висування      | Кількість обраних депутатів | %    |
| ---------------------- | --------------------------- | ---- |
| Самовисування          | 15                          | 93,8 |
| Партія Зелених України | 1                           | 6,3  |

#### За округами
| № округу               | Прізвище, ім'я, по батькові  | Дата визнання обраним | Освіта             | Партійна приналежність      | Відомості про обраного депутата                     |
| ---------------------- | ---------------------------- | --------------------- | ------------------ | --------------------------- | --------------------------------------------------- |
| Партія Зелених України |                              |                       |                    |                             |                                                     |
| 10                     | Гуменюк Андрій Олександрович | 02.11.2010            | середня спеціальна | член Партії Зелених України | Валявська сільська рада, спортінструктор            |
| Самовисування          |                              |                       |                    |                             |                                                     |
| 1                      | Колісник Людмила Іванівна    | 02.11.2010            | вища               | позапартійна                | Валявська сільська рада, головний бухгалтер         |
| 2                      | Лисак Одарка Корніївна       | 02.11.2010            | середня спеціальна | позапартійна                | Кіцманська ЦБС, зав. філіалом                       |
| 3                      | Грезюк Микола Любомирович    | 02.11.2010            | середня            | позапартійний               | тимчасово не працює                                 |
| 4                      | Савіцька Олена Василівна     | 02.11.2010            | середня спеціальна | позапартійна                | Відділення зв'язку, начальник відділення            |
| 5                      | Лазарь Руслан Георгійович    | 02.11.2010            | вища               | позапартійний               | фельдшерсько-акушерський пункт с. Валява, завідувач |
| 6                      | Кіцул Василь Йосипович       | 02.11.2010            | середня спеціальна | позапартійний               | Будинок культури, директор                          |
| 7                      | Ватрич Сергій Васильович     | 02.11.2010            | середня спеціальна | позапартійний               | ЦЕЗ № 2, електромонтер                              |
| 8                      | Новіцька Любов Анатоліївна   | 02.11.2010            | вища               | позапартійна                | Кіцманський ДНЗ «Веселка», вихователь               |
| 9                      | Логош Дмитро Георгійович     | 02.11.2010            | середня спеціальна | позапартійний               | пенсіонер                                           |
| 11                     | Марочко Василь Петрович      | 02.11.2010            | вища               | позапартійний               | РВ УМВС України, слідчий                            |
| 12                     | Лисак Роман Іванович         | 02.11.2010            | вища               | позапартійний               | ТОВ «Пакко Холдинг», завідувач відділу              |
| 13                     | Вінзяк Вадим Павлович        | 02.11.2010            | вища               | позапартійний               | УкренергоЧМЕМ, інженер з ОП                         |
| 14                     | Ісарь Ірина Мірчівна         | 02.11.2010            | вища               | позапартійна                | Валявська сільська рада, соціальний працівник       |
| 15                     | Лисак Яна Степанівна         | 02.11.2010            | вища               | позапартійна                | Валявська сільська рада, секретар виконкому         |
| 16                     | Джуравець Василь Георгійович | 02.11.2010            | середня спеціальна | позапартійний               | Чернівецький рибокомбінат, рибовод                  |